# Esther Croft
Pour les articles homonymes, voir Croft.
Esther Croft est une nouvelliste québécoise née en 1945. 
Ayant enseigné le théâtre et la création littéraire à l’Université Laval, elle dirige à Québec des ateliers d’écriture dans différents milieux : Les ateliers d’écriture Esther Croft. 
Elle  collabore à des journaux et revues dont Arcade, La revue de la nouvelle, XYZ, Le Devoir, Stop.

## Œuvres
- Praxis 2 (1987)
- La Mémoire à deux faces (1988)
- Au commencement était le froid (1993)
- Coup de foudre (1993)
- Québec, des écrivains dans la ville (1995)
- La nuit (1995)
- Tu ne mourras pas (1997)
- De belles paroles (2002)
- Le reste du temps (2007)
- L’ombre d’un doute (2013)

## Prix et distinctions
- 1993 – Prix du Gouverneur général, Au commencement était le froid.
- 1994 – Prix littéraire Adrienne-Choquette, Au commencement était le froid.
- 1994 – Prix littéraire Desjardins, Au commencement était le froid.
- 2008 – Prix Adrienne-Choquette, Le reste du temps.
- 2010 – Prix de l’Institut canadien de Québec.
- 2022 : Finaliste Prix des libraires du Québec catégorie Québec - Jeunesse[2] pour Exit l’innocence